# Schistura tigrinum
Schistura tigrinum és una espècie de peix de la família dels balitòrids i de l'ordre dels cipriniformes.

## Hàbitat i distribució geogràfica
És un peix d'aigua dolça, demersal i de clima tropical, el qual es troba al riu Barak (la conca del riu Brahmaputra a Manipur, l'Índia).

## Amenaces
Les seues principals amenaces són la sobrepesca, la pesca destructiva, la desforestació i les pràctiques agrícoles gens sostenibles.